# Tropidion fuscipenne
Tropidion fuscipenne là một loài bọ cánh cứng trong họ Cerambycidae.